# Comportamento social

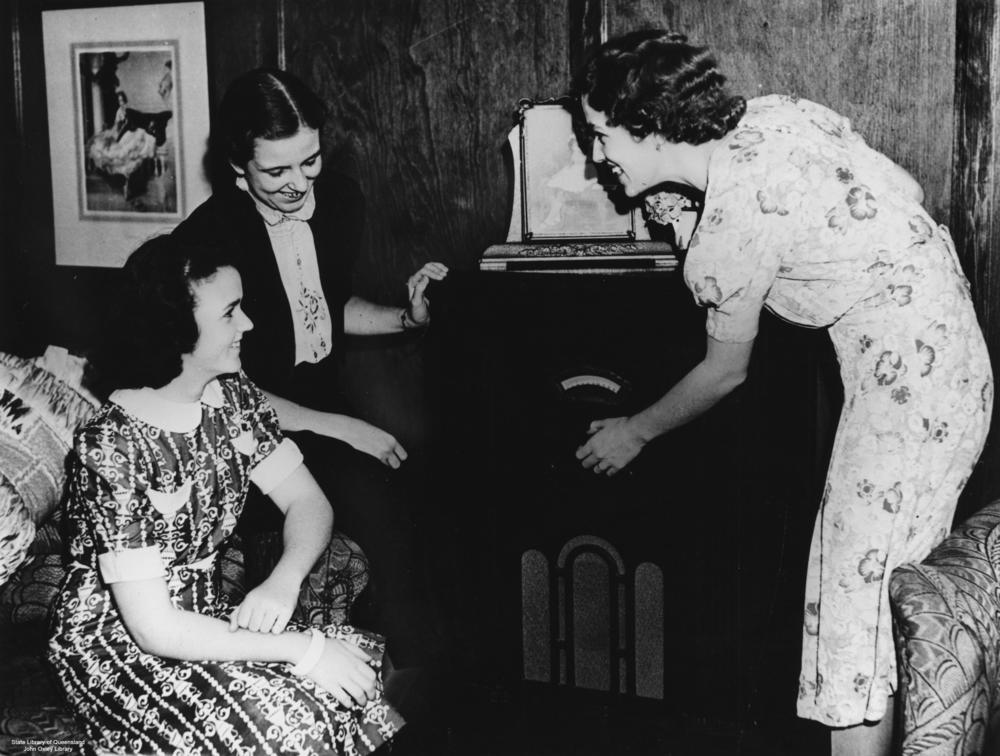
Um grupo de mulheres interagindo

Comportamento social é um comportamento visto entre dois ou mais organismos da mesma espécie e engloba qualquer comportamento em que um dos membros afeta o outro. Isso é devido a uma interação entre esses membros. Comportamento social pode ser testemunhado como uma similar troca de bens ou produtos, com a expectativa de ao dar tal coisa, você receberá algo em troca. Este comportamento pode ser afetado pela qualidade individual ou por fatores ambientais (situacionais). Assim, comportamento social surge como resultado da interação entre dois indivíduos — o organismo e seu ambiente. Isso significa que, no que diz respeito a humanos, comportamento social pode ser determinado tanto pelas características individuais de uma pessoa quanto pela situação em que ela se encontra. as pessoas tem a tendência de agir conforme a classe social que pertencem, visto que o comportamento delas tende a isso
Uma grande parte do comportamento social é comunicação, que é a base da sobreviência e reprodução. O comportamento social é dito ser determinado por dois processos diferentes, que podem trabalhar juntos ou em lados opostos ao outro. O modelo de sistemas duplos de determinantes reflexivos e impulsivos do comportamento social surgem da compreensão de que comportamento não pode apenas ser determinado por um único fator. Ao invés disso, comportamento pode surgir por aqueles que se comportam conscientemente (onde há uma consciência e intenção), ou por puro impulso. Esses fatores que determinam o comportamento pode funcionar em diferentes situações e momentos, podendo até mesmo se opor um ao outro. Embora às vezes se possa comportar com um objetivo específico em mente, outras vezes eles podem se comportar sem controle racional, agindo apenas por impulso.
Existem também distinções entre diferentes tipos de comportamento social, como o mundano versus comportamento social defensivo. Comportamento social mundano é resultado de interações no dia-a-dia e são comportamentos aprendidos quando o indivíduo está exposto a essas diferentes situações. Pelo outro lado, comportamento defensivo surge a partir do impulso, quando o indivíduo se depara com desejos conflitantes.